# Europamesterskaberne i amatørboksning 1963
Europamesterskaberne i amatørboksning 1963 blev afviklet fra den 26. maj til den 2. juni 1963 i Moskva i Sovjetunionen. Det var 15. gang, der blev afholdt EM for amatørboksere. Turneringen blev arrangeret af den europæiske amatørbokseorganisation EABA. Der deltog 133 boksere fra 18 lande.
Bedste nation blev Sovjetunionen, hvis boksere nåede finalen i alle vægtklasser, hvor de opnåede seks guldmedaljer. I det hele taget dominerede bokserne fra Østblokken, der vandt alle turneringens guldmedaljer og fik 17 ud af 20 mulige i finalerne.
Ingen danskere deltog.

## Medaljevindere
| Event                            | Guld                               | Sølv                          | Bronze                                                      |
| -------------------------------- | ---------------------------------- | ----------------------------- | ----------------------------------------------------------- |
| Fluevægt (– 51 kilograms)        | Viktor Bystrov Sovjetunionen       | Stefan Panayotov Bulgarien    | Constantin Ciucă Rumænien Paolo Vacca Italien               |
| Bantamvægt (– 54 kilograms)      | Oleg Grigoryev Sovjetunionen       | Branislav Petrić Jugoslavien  | Rainer Poser DDR Nicolae Puiu Rumænien                      |
| Fjervægt (– 57 kilograms)        | Stanislav Stepashkin Sovjetunionen | Giovanni Girgenti Italien     | Jerzy Adamski Polen Andrei Olteanu Rumænien                 |
| Letvægt (– 60 kilograms)         | János Kajdi Ungarn                 | Boris Nikanorov Sovjetunionen | Antero Halonen Finland Giuseppe Sabri Italien               |
| Letweltervægt (– 63.5 kilograms) | Jerzy Kulej Polen                  | Aloizs Tumiņš Sovjetunionen   | Bruno Arcari Italien Gerhard Dieter Vesttyskland            |
| Weltervægt (– 67 kilogram)       | Ričardas Tamulis Sovjetunionen     | Silvano Bertini Italien       | János Kálmán Ungarn Bohumil Němeček Tjekkoslovakiet         |
| Letmellemvægt (– 71 kilogram)    | Boris Lagutin Sovjetunionen        | Andrew Wyper Skotland         | Virgil Badea Rumænien Siegfried Olesch DDR                  |
| Mellemvægt (– 75 kilogram)       | Valerij Popentjenko Sovjetunionen  | Ion Monea Rumænien            | Dragoslav Jakovljević Jugoslavien Emil Schulz Vesttyskland  |
| Letsværvægt (– 81 kilograms)     | Zbigniew Pietrzykowski Polen       | Danas Pozniakas Sovjetunionen | František Poláček Tjekkoslovakiet Bernard Thebault Frankrig |
| Sværvægt (+ 81 kilograms)        | Josef Němec Tjekkoslovakiet        | Andrey Abramov Sovjetunionen  | Dante Cané Italien Karl Degenhardt DDR                      |

## Medaljevindere nationer
*   Værtsnation ( Sovjetunionen)
| Rank               | Nation                | Guld | Sølv | Bronze | Total |
| ------------------ | --------------------- | ---- | ---- | ------ | ----- |
| 1                  | Sovjetunionen (URS)*  | 6    | 4    | 0      | 10    |
| 2                  | Polen (POL)           | 2    | 0    | 1      | 3     |
| 3                  | Tjekkoslovakiet (TCH) | 1    | 0    | 2      | 3     |
| 4                  | Ungarn (HUN)          | 1    | 0    | 1      | 2     |
| 5                  | Italien (ITA)         | 0    | 2    | 4      | 6     |
| 6                  | Rumænien (ROU)        | 0    | 1    | 4      | 5     |
| 7                  | Jugoslavien (YUG)     | 0    | 1    | 1      | 2     |
| 8                  | Bulgarien (BUL)       | 0    | 1    | 0      | 1     |
| 8                  | Skotland (SCO)        | 0    | 1    | 0      | 1     |
| 10                 | DDR (GDR)             | 0    | 0    | 3      | 3     |
| 11                 | Vesttyskland (FRG)    | 0    | 0    | 2      | 2     |
| 12                 | Finland (FIN)         | 0    | 0    | 1      | 1     |
| 12                 | Frankrig (FRA)        | 0    | 0    | 1      | 1     |
| Total (13 nations) | Total (13 nations)    | 10   | 10   | 20     | 40    |

## Eksterne links
- 15. Europamesterskab i boksning
- Resultater, sport123.com